# Smilax ferox
Smilax ferox är en enhjärtbladig växtart som beskrevs av Nathaniel Wallich och Carl Sigismund Kunth. Smilax ferox ingår i släktet Smilax och familjen Smilacaceae. Inga underarter finns listade.